# Станкостроение
Станкостроение — базовая отрасль машиностроения, занимающаяся производством широчайшего спектра машин для обработки различных материалов (станков), а именно: 
металло- и деревообрабатывающие станки, 
автоматические и полуавтоматические линии, 
комплексно-автоматические машиностроительные линии, 
станки с ЧПУ, 
кузнечно-прессовое, 
литейное 
и др. оборудование.

## История
Начало активно развиваться с XVIII в.

## Станкостроение в мире

### Станкостроение в России
В конце 1980-х годов станкостроение в РСФСР занимало первое место среди республик СССР по абсолютному объёму производства станков и второе место после Украинской ССР — по количеству изобретений и других объектов интеллектуальной собственности.
С распадом СССР, утерей технологических и сбытовых связей, падением промышленности (вызвавшим падение спроса на оборудование), неконкурентоспособностью на мировом рынке, а также деструктивными действиями иностранных инвесторов и собственников станкостроительных заводов станкостроение России переживает тяжёлый кризис.
На современном этапе (2010-е) предпринимаются попытки оживления производств некоторых видов станков (для авиационной промышленности и т. п.).
В 2013 году под эгидой госкорпорации «Ростех» в качестве системного интегратора российских станкостроительных предприятий был создан холдинг «Станкопром».
На 2016 год, по данным Минпромторга РФ, в России действовало более 40 станкостроительных предприятий
При этом, станкостроение в стране отличается высокой концентрацией производства: в 2018 году 50 % суммарного выпуска отрасли пришлось на четыре предприятия.
В отрасли занято (на 2018 год) свыше 8 тыс. человек.

### Станкостроение Украины
На Украине, которая в советское время была одним из лидеров станкостроения СССР и в той же мере испытала трудности вследствие распада СССР, центрами станкостроения остаются г. Краматорск (НКМЗ), Киев («СТАНКИН»), Харьков (завод агрегатных станков), Одесса (Одесский станкостроительный завод), Запорожье, Житомир (завод станков-автоматов). 
Предприятия этой отрасли расположены также в г. Мелитополь, Лубны , Корсунь-Шевченковский.

### Станкостроение в Белоруссии
В Белоруссии центром станкостроения является г. Молодечно (Молодечненский станкостроительный завод).